# دیوید بوث
دیوید بوث (انگلیسی: David G. Booth؛ زادهٔ ۱۹۴۵/۱۹۴۶ (۷۹–۸۰ سال)) کارآفرین و سرمایه‌دار اهل ایالات متحده آمریکا است، که در سال ۱۹۸۱ شرکت دایمنشنال فاند را تأسیس کرد.